# Roberto García Parrondo
Pour les articles homonymes, voir Parrondo.
Roberto García Parrondo, né le 12 janvier 1980 à Madrid, est un joueur international espagnol de handball. 
Reconverti entraîneur, il a notamment conduit le club macédonien du Vardar Skopje à la victoire lors de la Ligue des champions 2019 et devient l'un des rares handballeurs à l'avoir remportée à la fois en tant que joueur et entraîneur.

## Palmarès de joueur

### En clubs
Compétitions internationales
- Ligue des champions (C1)
  - Vainqueur (2) : 2008 et 2009
  - Finaliste (2) : 2011, 2012
- Coupe des vainqueurs de coupe (C2)
  - Vainqueur (1) : 2005
- Coupe de l'EHF (C3)
  - Vainqueur (1) : 2014
  - Finaliste (1) : 1999
- Coupe du monde des clubs
  - Vainqueur (2) : 2010, 2012
  - Finaliste (1) : 2011
- Supercoupe d'Europe
  - Vainqueur (1) : 2008

Compétitions nationales
- Vainqueur du Championnat d'Espagne (3) : 2008, 2009, 2010
- Vainqueur de la Coupe du Roi (4) : 2008, 2011, 2012, 2013
- Vainqueur de la Coupe ASOBAL (3) : 2003 et 2008, 2011
- Vainqueur de la Supercoupe d'Espagne (2) : 2007, 2010, 2011

### En équipe nationale
Championnats du monde
- 7e place au championnat du monde 2007
- Médaille de bronze au championnat du monde 2011

Championnat d'Europe
- 10e place au championnat d'Europe 2004
- 9e place au championnat d'Europe 2008
- 4e place au championnat d'Europe 2012

Autres
- Médaille d'or aux Jeux méditerranéens de 2005 à Almería

Sous le maillot espagnol en 2013
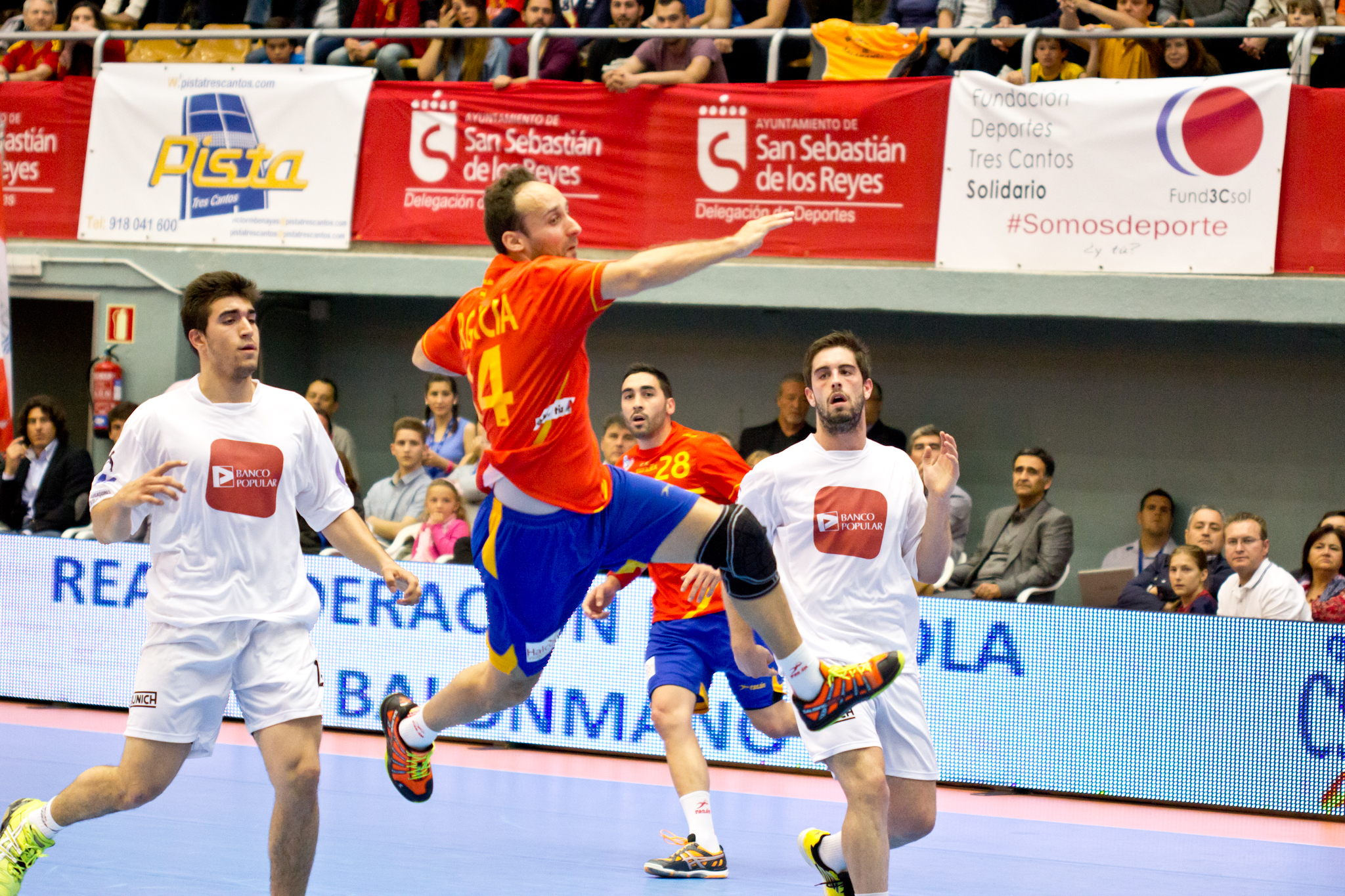
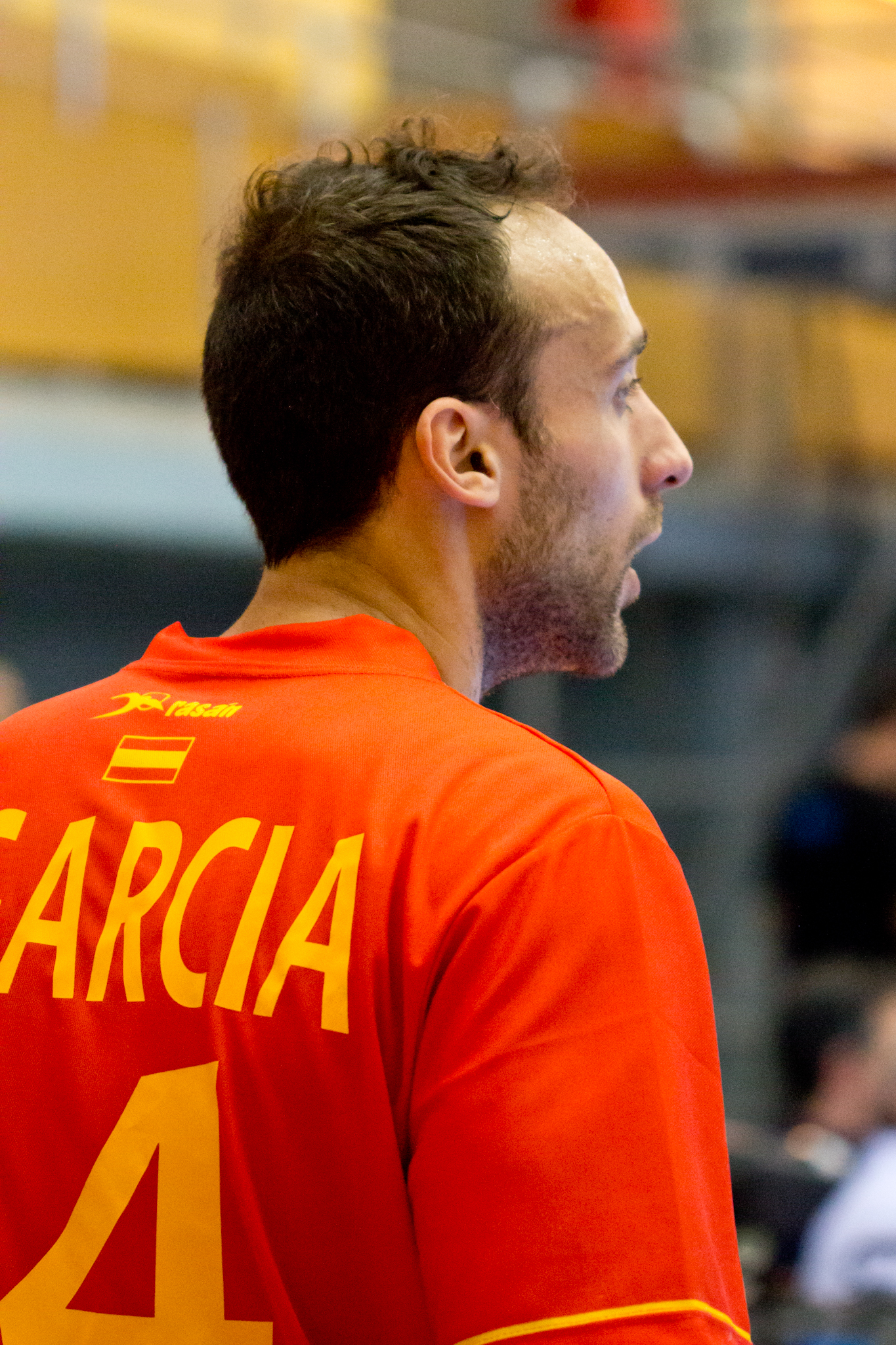
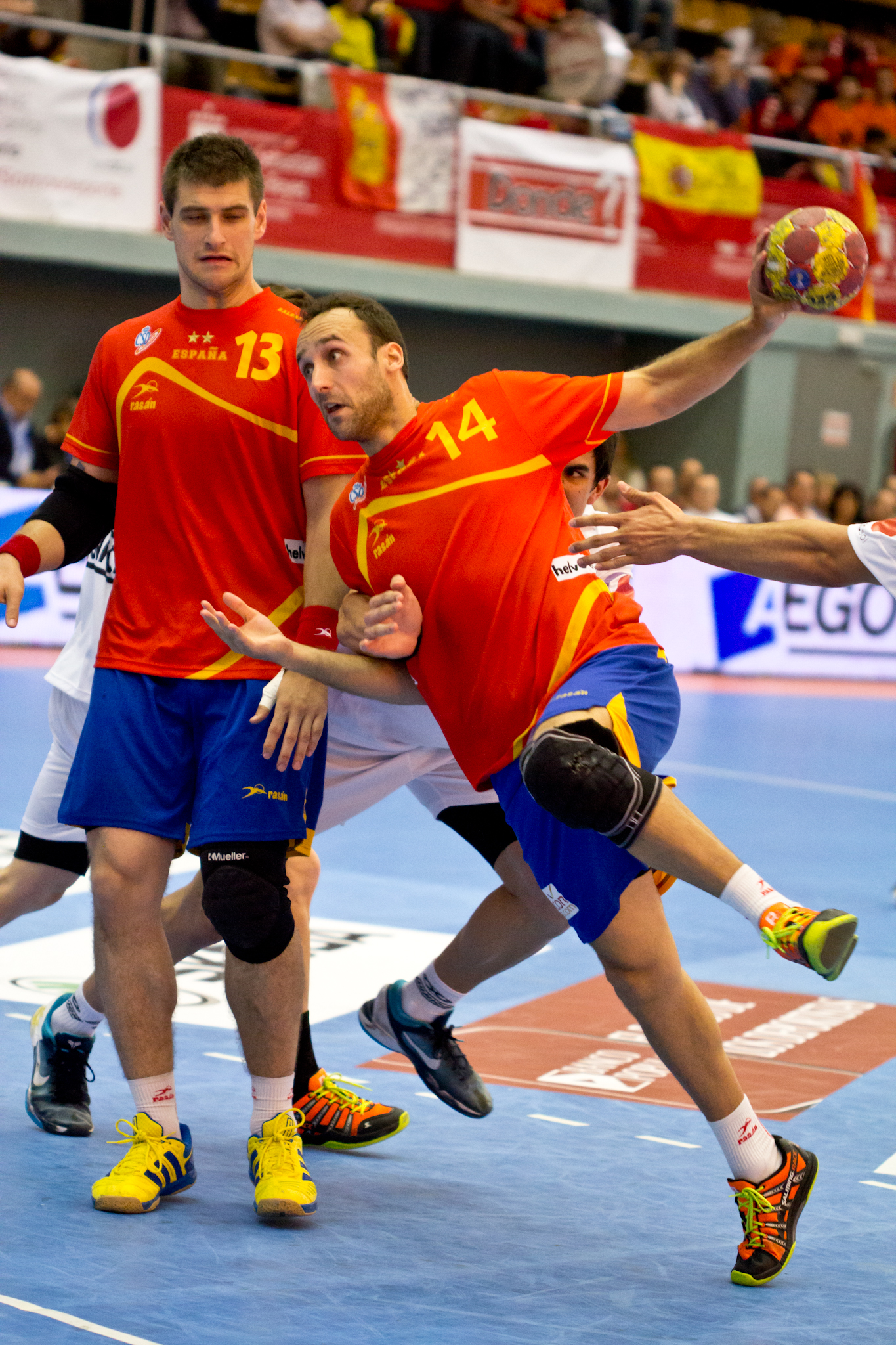
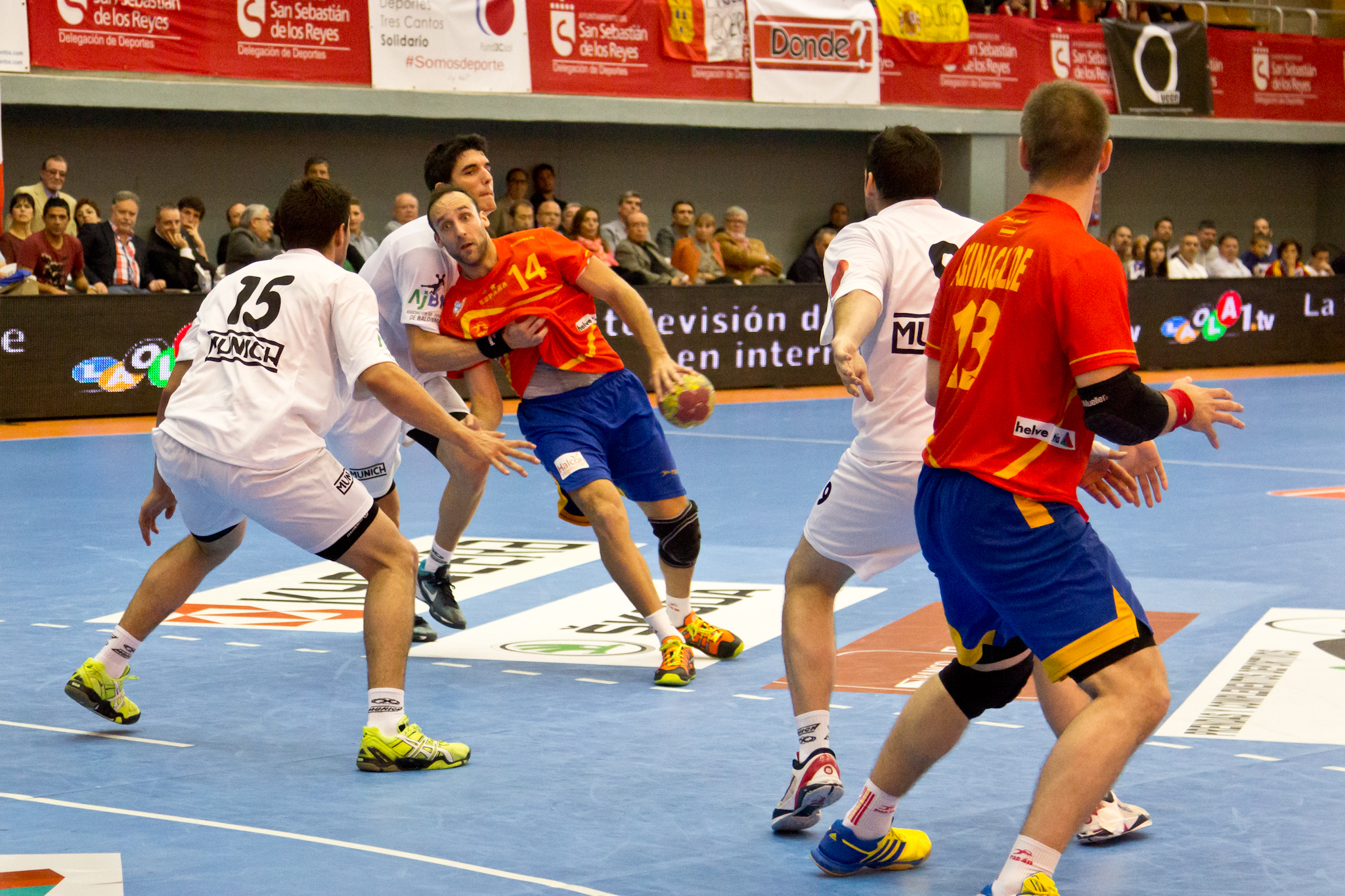
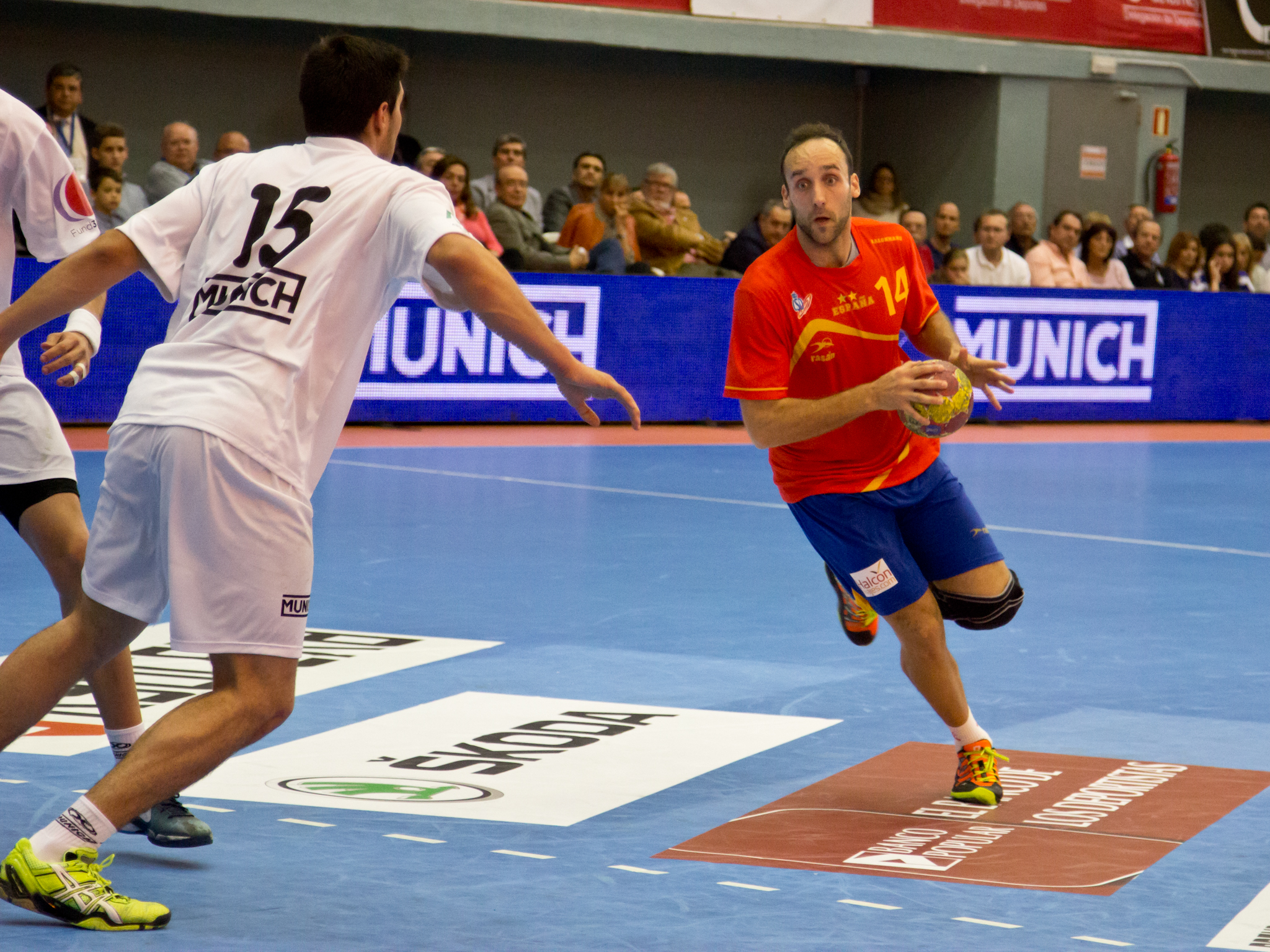
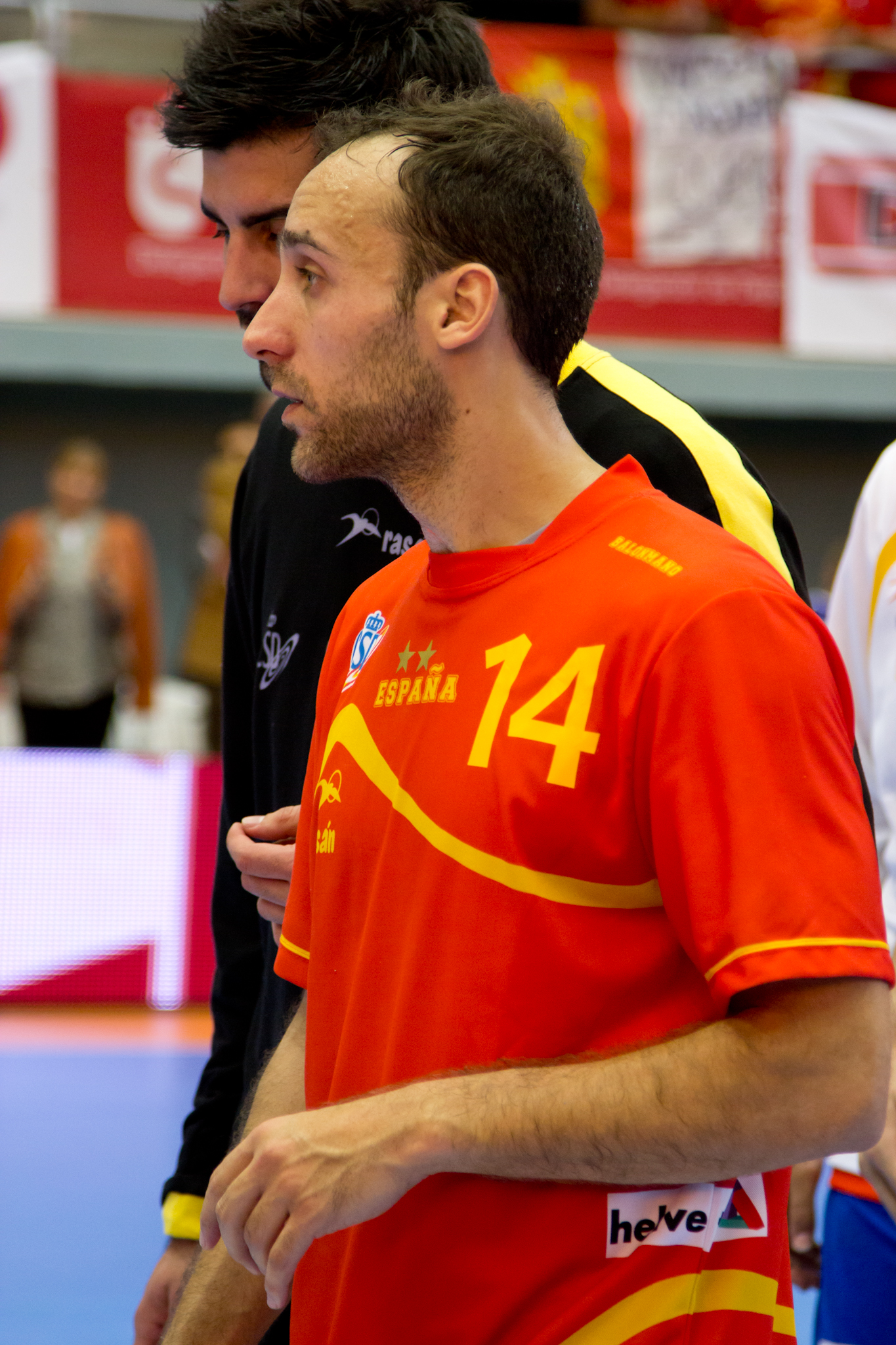

## Palmarès d'entraîneur

### En clubs
Compétitions internationales
- Vainqueur de la Ligue des champions (1) : 2019
- Vainqueur de la Ligue SEHA (1) : 2019

Compétitions nationales
- Vainqueur du Championnat de Macédoine du Nord (1) : 2019

### En équipes nationales
- Médaille d'or au Championnat d'Afrique 2020
- 7e place au Championnat du monde 2021
- 4e place aux Jeux olympiques de 2021
- Médaille d'or au Championnat d'Afrique 2022
- Médaille d'argent aux Jeux méditerranéens de 2022
- 7e place au Championnat du monde 2023

### Distinctions individuelles
- Élu meilleur entraîneur de la Ligue des champions en 2018-2019